# San Pedro Alcántara (1772)
El San Pedro de Alcántara fue un navío de línea de la Real Armada Española, construido en los Reales Astilleros de Esteiro de Ferrol por el sistema francés o de Gautier.

## Construcción
Fue el prototipo de una serie de navíos proyectados por Francisco Gautier y que fueron construidos en los Reales Astilleros de Esteiro de Ferrol. 
Al hacer sus pruebas de mar en 1773 con la división del brigadier Juan Tomaseo, se le detectaron varios defectos, como ser muy rudo en las cabezadas, tener poca velocidad y adquirir demasiada escora, lo que impedía el uso de la artillería del combés. 
Debido a las dudas suscitadas por estas pruebas, se realizaron otras con el navío San Genaro, fabricado según el sistema inglés, de las que se encargó el capitán de navío Pedro González de Castejón, en las que se efectuó la travesía de Cartagena a Ferrol. Sus defectos sirvieron para reformar los planos y corregirlos en los siguientes navíos, comenzando por el San Eugenio.

## Historial

### Rumbo a los mares del sur
En junio de 1773 salió de Ferrol hacia Cádiz bajo el mando del capitán de navío Pedro Colarte para zarpar en el mes de noviembre rumbo al Pacífico Sur con el mismo mando. Arribó al Río de la Plata en mayo de 1774 desarbolado por los temporales y con aparejo de fortuna al intentar cruzar en marzo el Cabo de Hornos, momento en el que consiguió alcanzar en marzo los 61 grados sur. 
Partió de nuevo de Río de la Plata en noviembre de 1774 y logró arribar a Lima el 15 de febrero del año siguiente. Retornó a la península en mayo de 1776 a las órdenes del brigadier Juan Soto y Aguilar Montoya, y en 1777 retornó de nuevo al Pacífico, recalando en Callao el 11 de junio, junto con el buque de registro Santiago Apóstol.

### Guerra de Independencia de los Estados Unidos
A finales de junio de 1779, tras declarar España la Guerra a Gran Bretaña en el contexto de la Guerra de Independencia de los Estados Unidos, desarrolló entre 1779 y 1783 su actividad en aguas del Pacífico con la escuadra al mando del brigadier Antonio Bacaro, compuesta además por los navíos Peruano, Santiago la América, la fragata Águila, la urca Nuestra Señora de Monserrat y las goletas Princesa y Mercedes.

### Transporte a la península y naufragio
Tras finalizar la guerra en 1783, partió del Callao el 12 de abril de 1784 bajo el mando del brigadier Manuel Fernández Bedoya para llevar fondos a la península, que consistían en ocho millones de pesos en oro y 211 440 pesos en lingotes de cobre. Una serie de averías debidas al mal estibado de la carga y al deficiente mantenimiento del navío hicieron necesario el retorno del navío a Talcahuano. Mientras se le realizaban las reparaciones, tomó el mando el capitán de navío Manuel de Eguía, por enfermedad y posterior fallecimiento de Bedoya. Después de muchos retrasos, zarpó rumbo a Cádiz, pero naufragó en Peniche, al norte de Lisboa, al chocar contra las rocas a las 22:30 del 2 de febrero de 1786.
Fallecieron 152 personas (14 oficiales, 5 mujeres y 128 tripulantes), de un total de 450 tripulantes y pasajeros que iban embarcados a bordo. Entre las víctimas se encontraban 17 indios prisioneros de la rebelión de Túpac Amaru II. Uno de los supervivientes fue Fernando Tupac Amaru, uno de los hijos del líder indígena que fue exiliado a la península.
En los meses siguientes al naufragio llegaron hasta cuarenta buzos de distintos puntos de Europa para rescatar los objetos de valor, lo cual se consiguió en gran parte, incluidos 62 de los 64 cañones que portaba el navío. Se extrajeron 6 780 255 pesos fuertes, 3349 barras y planchas de cobre. Manuel de Eguía fue rehabilitado tras la celebración de un consejo de guerra.

### Listas relacionadas
• Navíos de línea de la Armada Española